# Luverne (Alabama)
Luverne é uma cidade localizada no estado americano do Alabama, no Condado de Crenshaw.

## Demografia
Segundo o censo americano de 2000, a sua população era de 2635 habitantes.
Em 2006, foi estimada uma população de 2728, um aumento de 93 (3.5%).

## Geografia
De acordo com o United States Census Bureau, a localidade tem uma área de 32,2 km², dos quais 32,1 km² cobertos por terra e 0,1 km² cobertos por água. Luverne localiza-se a aproximadamente 98 m acima do nível do mar.

## Localidades na vizinhança
O diagrama seguinte representa as localidades num raio de 32 km ao redor de Luverne.